# 御制大崇教寺碑
御制大崇教寺碑，位于中国甘肃省岷县，为一个省级文物保护单位，类型为石窟寺及石刻。
御制大崇教寺碑的历史年代为明代。